# Antonio da Sangallo le Jeune
Pour les autres membres de la famille, voir Famille Da Sangallo.
Antonio Cordiani, dit Antonio da Sangallo le Jeune, né le 12 avril 1484 à Florence et mort le 3 août 1546 à Terni, est un des principaux architectes italiens, actif pendant la Renaissance et le maniérisme.

## Biographie

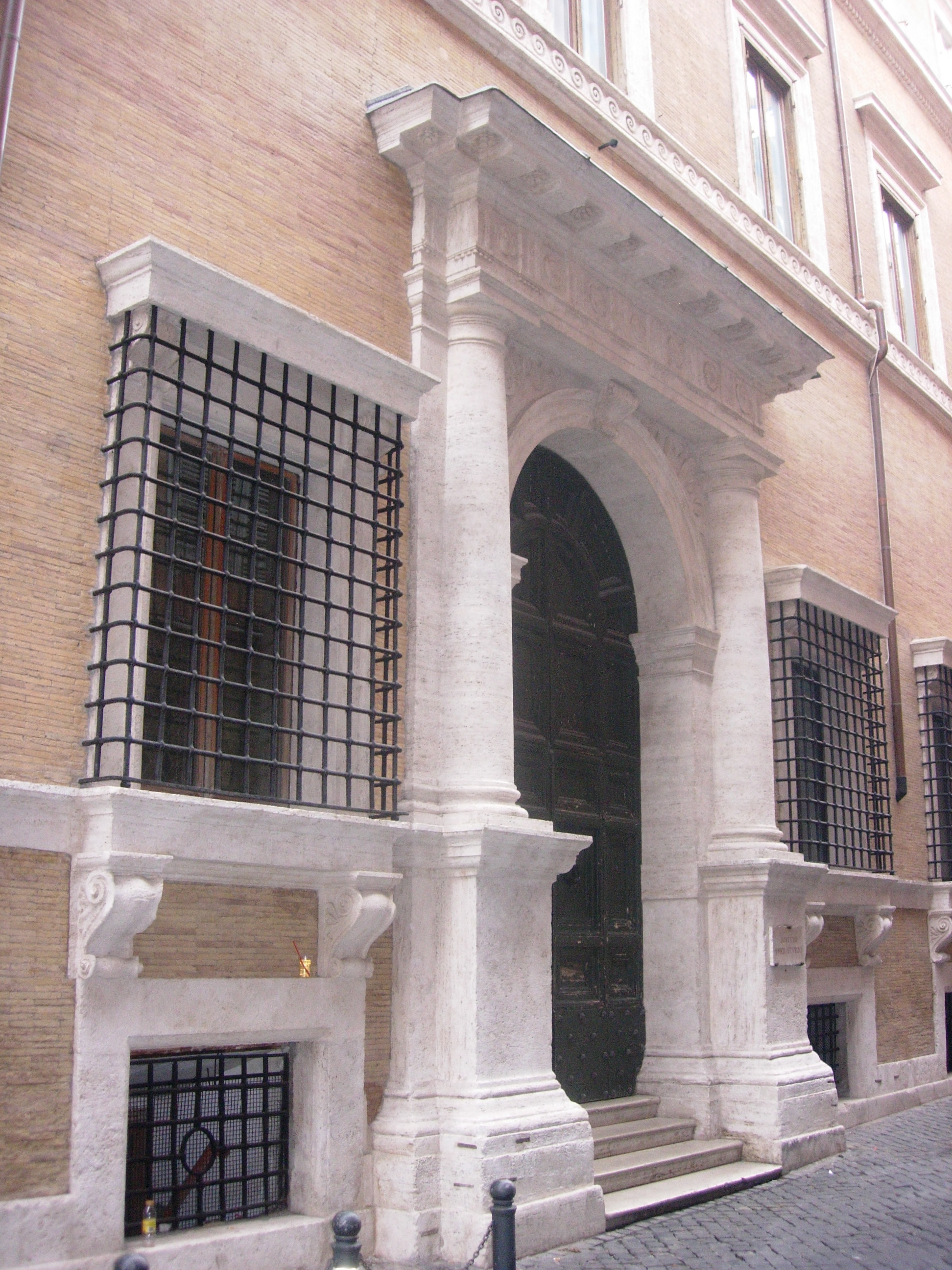
Portail du palais Baldassini.

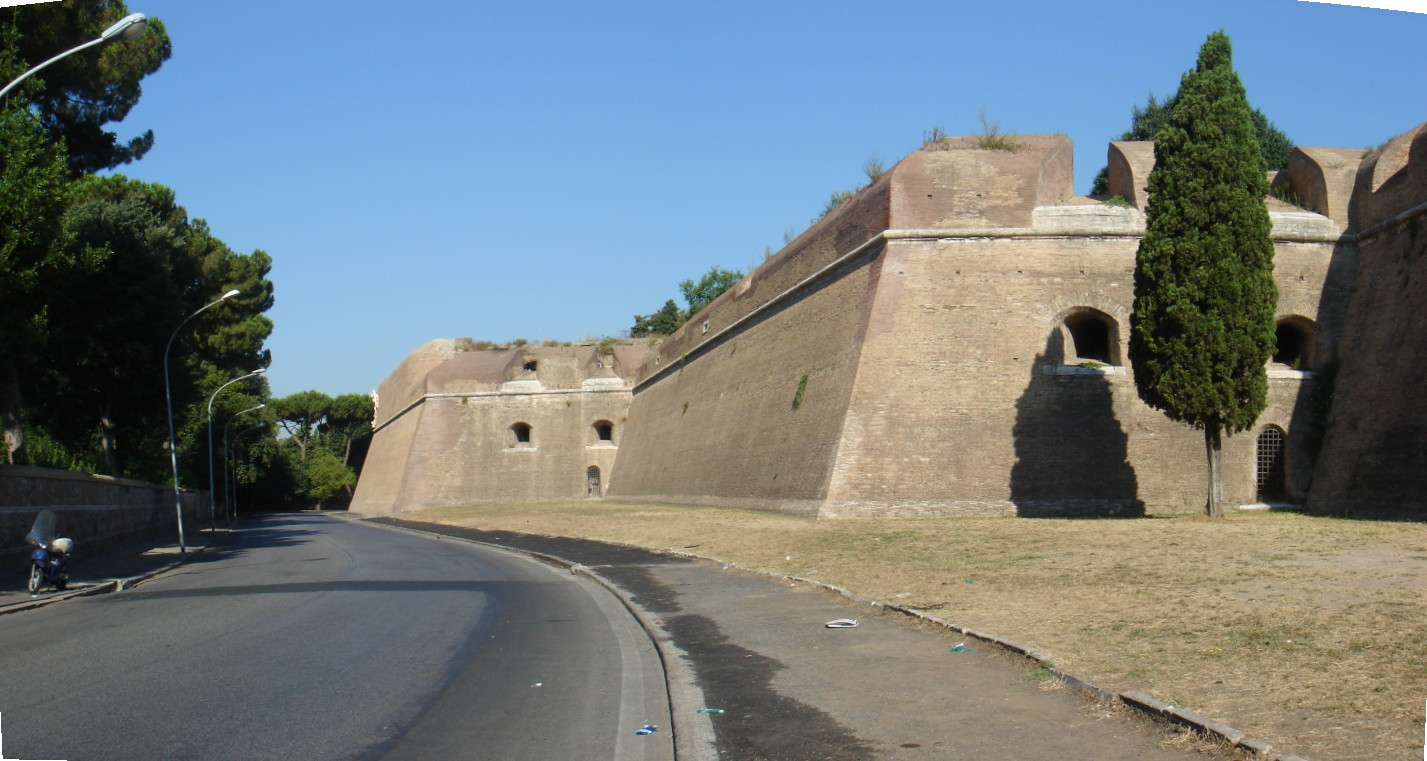
Bastione Sangallo près de la porte Cavalleggeri à Rome.

Antonio da Sangallo est dénommé « le Jeune » pour le différencier d’Antonio da Sangallo le Vieux, son oncle.
Son grand-père Francesco Giamberti travaillait le bois et ses oncles Giuliano da Sangallo et Antonio da Sangallo l'Ancien sont des architectes célèbres de l'époque. Ses cousins sont le sculpteur Francesco da Sangallo et le peintre Bastiano da Sangallo.
Sa formation se déroule à Florence dans l'atelier familial qui travaille principalement le bois. En 1503, très jeune, il se rend à Rome avec son oncle Giuliano pour se mettre au service du pape Jules II et, après une courte période d'apprentissage, il devient l'assistant de Bramante, architecte du chantier de la basilique Saint-Pierre. Pendant plusieurs années, il a également dû travailler comme charpentier (faber lignarius ) comme le montrent divers documents, et comme entrepreneur de petits travaux de construction, se faisant cependant une réputation de technicien et constructeur ingénieux. Son premier projet autonome est probablement celui du palais Baldassini pour le compte du juriste pontifical Melchiorre Baldassini (1515-1518). Le modèle du petit palais a ensuite été proposé à nouveau par Sangallo lui-même pour le palais Farnèse.
Il s'impose d'abord, avant tout comme un spécialiste des fortifications militaires, obtenant des commandes directement du pape.
Il vit et travaille à Rome pendant la majeure partie de sa vie, principalement au service des papes, tout en dirigeant des chantiers à Florence, à Orvieto et ailleurs. En effet, à la mort de Bramante, à partir de 1516, il est coadjuteur de Raphaël sur le chantier de construction de la basilique Saint-Pierre, succédant à son oncle Giuliano qui avait occupé le même poste et qui était revenu à Florence. En 1520, à la mort de Raphaël, il est nommé premier architecte du chantier, avec le coadjuteur Baldassarre Peruzzi : c'est le début de sa longue domination culturelle à Rome. Il est nommé par le pape Paul III architecte de toutes les fabriques papales en 1536. À la fin des années 1530, Bramante, Raphaël et Peruzzi étant morts, de nombreux artistes tels que Sebastiano Serlio, Jacopo Sansovino, Michele Sanmicheli, Jules Romain ayant également quittés la ville à la suite du sac de 1527, Sangallo se retrouve le protagoniste absolu de l'architecture romaine, monopolisant les commandes les plus prestigieuses, à la tête d'un atelier très bien organisé voire d'une « secte » comme Michel-Ange et ses contemporains définissent les artistes et artisans de son entourage.
Il est l'un des architectes préférés des papes Clément VII et de son successeur, le cardinal Alexandre Farnèse, Paul III, qui le charge dès 1512 des travaux du palais Farnèse auxquels la dernière main sera mise par Michel-Ange.
Son œuvre considérée comme la plus achevée est l'église Santa Maria di Loreto, en briques et travertin, près de la colonne Trajane. Il achève l'église San Giovanni Battista dei Fiorentini commencée par Jacopo Sansovino, près du pont Saint-Ange.
Il agrandit et réorganise les fortifications du Vatican (dites Mura Leonine du nom du pape Léon IV qui les fit construire) et modernise le mur d'Aurélien. Près de la porte Cavalleggeri, un Bastione Sangallo est encore visible. Ce pape lui commande également deux grandes pièces du Palais apostolique : la chapelle Paolina (1537-1540) et la plus spectaculaire des salles de réception du palais : la salle royale (1538-1573).
Après le sac de Rome, Antonio travaille principalement en dehors de la ville, surtout comme architecte militaire, notamment pour les fortifications d'Ancône. Le pape Clément VII le charge de réaliser le puits de saint Patrice à Orvieto. Creusé dans le tuf, profond d'une soixantaine de mètres, ce puits est réalisé de 1527 à 1537. Il comporte deux rampes hélicoïdales superposées de 242 marches chacune. Durant ses séjours à Orvieto, Sangallo supervise également des réfections et améliorations dans la cathédrale Santa Maria Assunta in Cielo.
Sa position sociale lui permet de se construire un palais dans la via Giulia dans sa vieillesse, connu sous le nom de palais Sacchetti.
Il est mandaté par le pape Paul III, en 1545, pour creuser un autre canal, la Cava Paolina, au lac de Velino près de la cascata delle Marmore où il meurt pendant les travaux en 1546.

## Ouvrages
Au cours de sa longue carrière, il a pu traiter avec les maîtres de la Renaissance toscane, tels que Giuliano et Antonio da Sangallo, avec les protagonistes de la Renaissance romaine (Bramante, Raphaël), avec la génération du maniérisme (Baldassarre Peruzzi, Jules Romain), ainsi qu'avec le grand Michel-Ange dont il est un rival. Son travail accompagne l'évolution culturelle de son temps, même si en général il peut être considéré comme le chef d'une génération avec laquelle les expériences maniéristes se sont endormies et un classicisme éprouvé s'est imposé.

### Premiers ouvrages

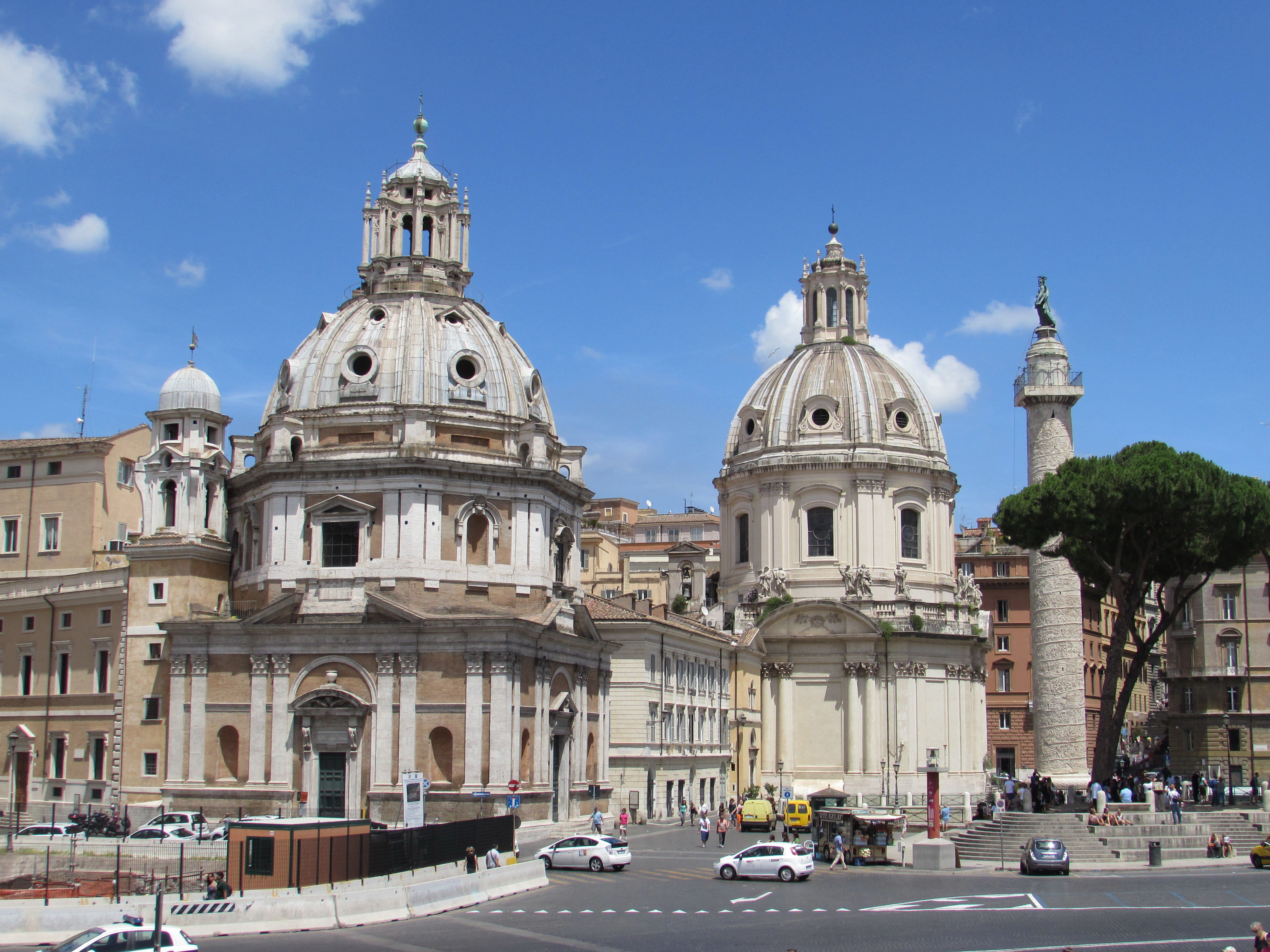
Santa Maria di Loreto.

Les ouvrages de la première période présentent des caractères novateurs, notamment d'un aspect typologique, tant sur le plan de l'architecture civile que religieuse. Le projet du palais Baldassini est devenu un modèle typologique de la majestueuse résidence urbaine jusqu'au seuil du XVIIIe siècle. Sa façade, en particulier, dépourvue d'ordres, marquée par des corniches et encadrée par des pierres de taille anguleuses, est bientôt largement réutilisée par Sangallo et d'autres. Parmi les œuvres les plus intéressantes de ses premières décennies d'activité, figure l'église en brique et travertin, de Santa Maria di Loreto, près de la colonne Trajane : construction remarquable par l'effet monumental de la composition centrale, achevée au-dessus de la base cubique par un imposant tambour octogonal sur lequel s'élève un dôme nervuré couronné par une lanterne extrêmement élaborée, singulière œuvre maniériste tardive du Sicilien Giacomo Del Duca, élève de son rival Michel-Ange.

### Sangallo et la famille Farnèse

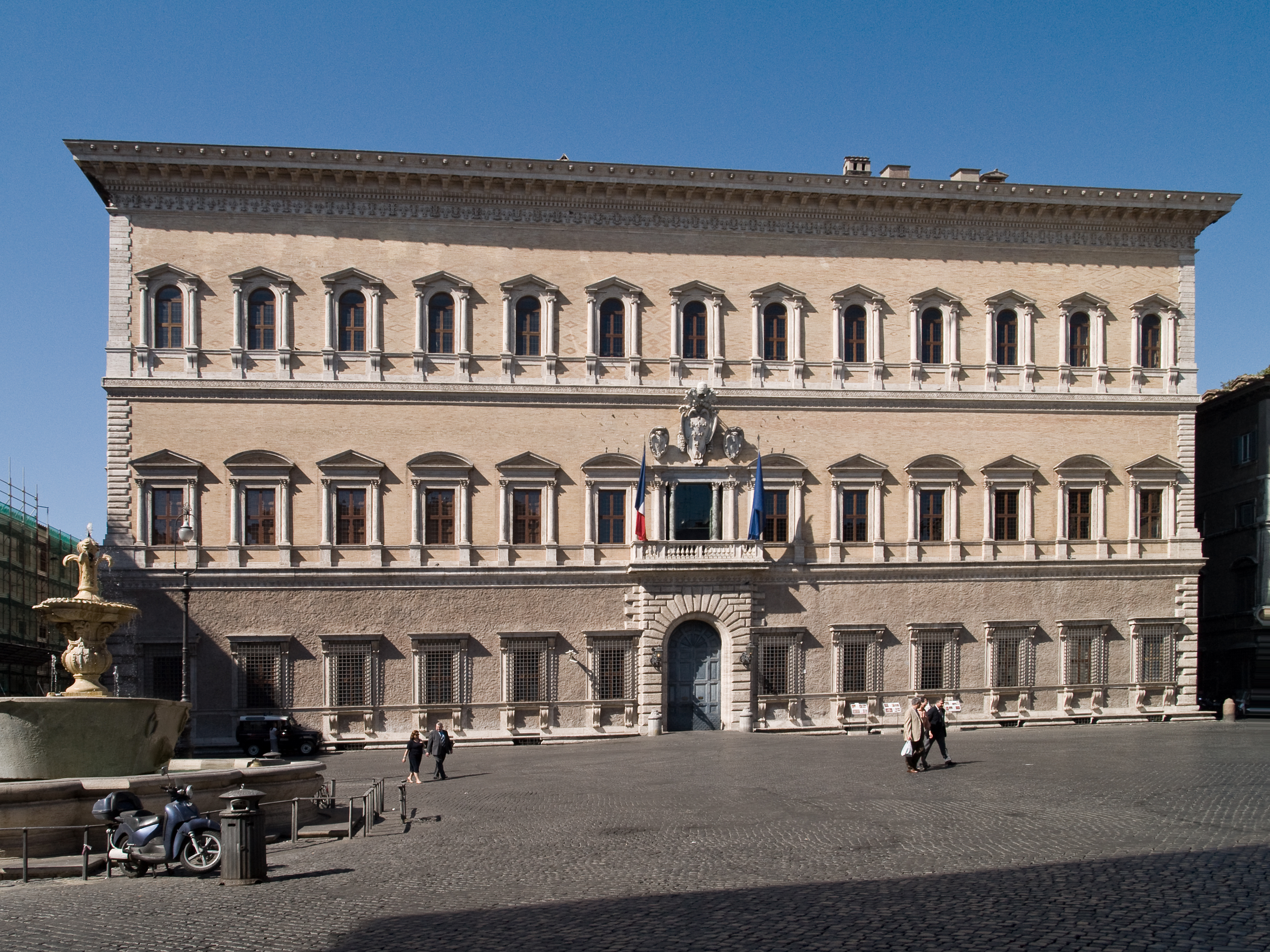
Le palais Farnèse à Rome

Le cardinal Alessandro Farnèse, futur pape Paul III, lui confie la mission de construire le palais Farnèse, qu'il réalise de 1517 à 1541, projet de résidence princière pour la famille du souverain pontife Paul III et entreprise de grande envergure qui est achevée par Michel-Ange. La partie supérieure, admirable renaissance des motifs impériaux romains, est inspirée des arcs sur piliers encadrés par l'ordre architectural du Colisée. Les élévations extérieures sur trois niveaux (conclues par la somptueuse corniche « michelangelesque ») sont élaborées avec la noble austérité des éléments en travertin dont la sobriété est soulignée par l'absence de pilastres, sur lesquels des géométrismes ornementaux conventionnels de losanges sont conçus simplement par des briques d'un ton différent en bas. La forme évasée vers le bas des portes et fenêtres contribue à l'effet de monumentalité en créant une impression de profondeur. C'est une œuvre à la fois sobre, élégante et sereine.
Toujours pour la famille Farnèse, il conçoit le palais de Gradoli (vers 1520), qui aurait dû être le nid d'amour du fils du cardinal, Pierre-Louis, et de sa belle-fille Gerolama Orsini, la rénovation de la Rocca di Montefiascone (1519), la construction de la forteresse de Caprarola (1521-1525), transformée plus tard en villa Farnèse par Jacopo Barozzi da Vignola, la construction de deux temples sur le lac de Bolsena, les travaux dans le Castello Borgia de Nepi en 1540 et tous les travaux pour la ville de Castro. Ces derniers commencent en 1537 et durent tout le reste de sa vie. Son frère (Francesco) Battista, appelé Gobbo, et son cousin Bastiano, appelé Aristote, sont ses collaborateurs dans la réalisation des ouvrages dans la capitale du duché. Sangallo conçoit la place principale en brique, le Palazzo Ducale, le Palazzo di Giacomo Caronio, le soi-disant Palazzo A, la Zecca, le Palazzo di Antonio Scaramuccia et l'Osteria avec treize arches, l'église et le couvent San Francesco, et divers maisons privées, destinées aux personnes liées à la cour papale, désireuses ou obligées de construire une maison à Castro pour plaire à Paul III ou à son fils le duc. Antonio da Sangallo le Jeune sert la maison Farnèse pendant près de trente ans, de 1517 jusqu'à sa mort.

### Projet pour la basilique Saint-Pierre

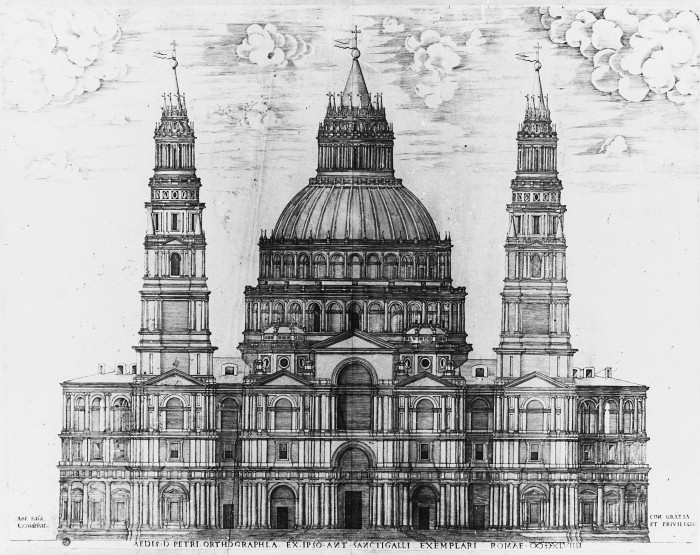
Projet pour la basilique Saint-Pierre du Vatican.

Antonio da Sangallo est l'architecte en chef de la basilique Saint-Pierre du Vatican à partir de 1520, succédant à Raphaël. Il prépare un projet grandiose qui abandonne définitivement (comme déjà prévu par Raphaël) le plan central de Bramante. Bien que la mission dure jusqu'à sa mort, les travaux du chantier ne peuvent être exécutés en continu que pendant de courtes périodes, avant et après le sac de Rome. Dans le cadre de cette mission, et précisément afin de sauvegarder son projet lors du développement futur de l'ouvrage, à partir de 1536 et avec l'aide d'Antonio Abaco, il réalise une maquette en bois, aux proportions grandioses, pour illustrer son projet pour la basilique du Vatican ; encore aujourd'hui, le modèle est conservé dans les salles au-dessus de la basilique.
Le projet est une synthèse entre la solution du plan central de Bramante et la croix latine de Raphaël. Une nef à coupoles est insérée dans le corps central qui se termine par une grande façade flanquée de deux clochers-tours très hauts ; le dôme principal s'écarte également de l'idéal classique de Bramante, étant surélevé avec un double tambour avec des piliers et des colonnes. Après sa mort, lorsque Michel-Ange devient le premier architecte de la fabrique, le projet de Sangallo est abandonné. La critique sévère du sculpteur à l'égard de son projet est restée célèbre.
Pendant la période de 1538 à 1546, au cours de laquelle il est responsable du chantier, Antonio da Sangallo couvre la voûte du bras oriental, commence les fondations du bras nord, renforce les piliers du dôme en murant les niches envisagées par Bramante et élève la hauteur du sol, créant ainsi les conditions pour la construction de la nécropole papale.

### Ouvrages de la maturité

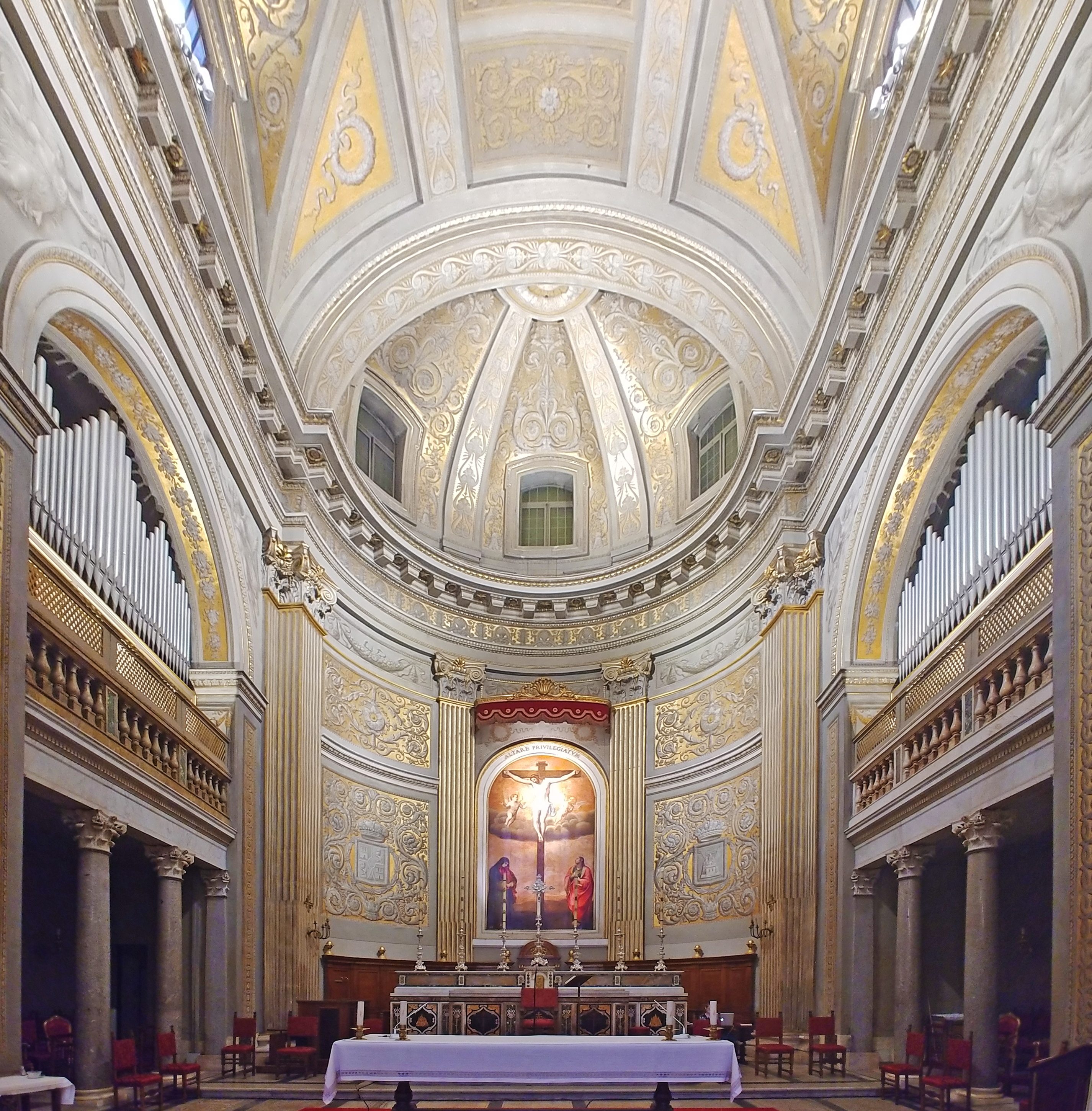
Intérieur de l'église Santa Maria in Monserrato degli Spagnoli.

Après la mort de Raphaël en 1520, Sangallo reprend plusieurs de ses missions et dirige donc les travaux de la Villa Madame pour le compte de Jules de Médicis.
Pendant cette période, Sangallo ne reste pas indifférent aux expériences maniéristes. Le projet le plus surprenant en ce sens est celui du Banco di Santo Spirito (vers 1520) qui fait sensation par la nouveauté de son aspect légèrement concave qui anticipe des solutions devenues plus tard caractéristiques du style baroque.
Vers 1518, il réalise l'église Santa Maria in Monserrato degli Spagnoli, la première église de Rome conçue avec une seule nef rectangulaire avec trois chapelles non passantes de chaque côté et un chœur profond avec une terminaison en abside semi-circulaire.
Dans les années 1520, il succède à Jacopo Sansovino sur le difficile chantier de l'église San Giovanni Battista dei Fiorentini, parvenant à résoudre le problème des substructions à construire dans les sables du Tibre près du pont Saint-Ange, où l'église devait dominer l'abside. Son projet pour le bâtiment, qui avait déjà vu un projet de Bramante, est basé sur l'intégration des plans centré et longitudinal, mais il n'a pas été réalisé, le chantier étant resté à l'arrêt pendant de nombreuses décennies.

### Architectures militaires

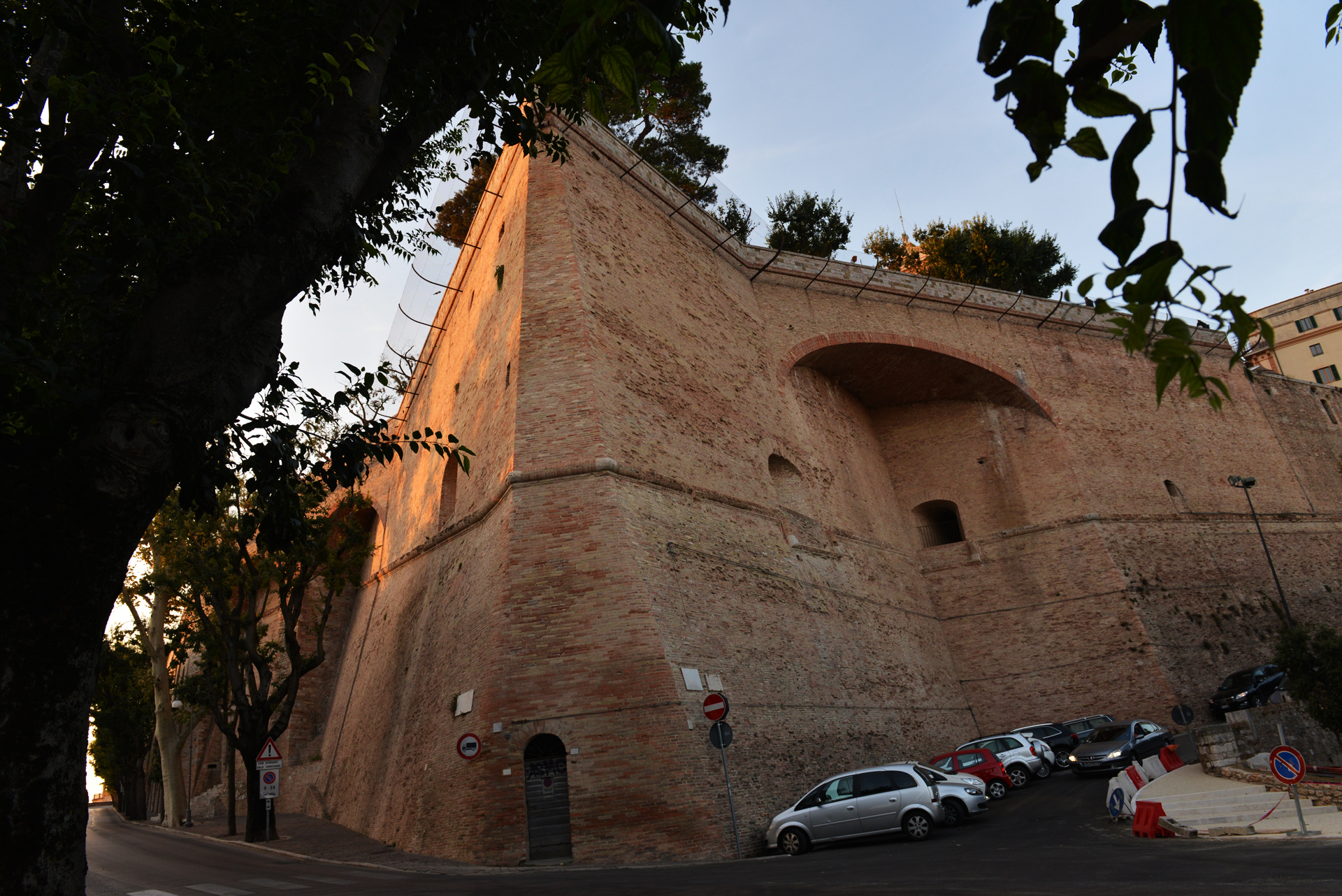
La Rocca Paolina, Pérouse.

Antonio da Sangallo l'aîné et Giuliano da Sangallo sont les plus grands architectes militaires de leur temps, fondateurs d'une véritable école à l'origine des fortifications bastionnées du « tracé à l'itallienne ». Héritier de ce savoir, après le sac de Rome, leur neveu Antonio travaille comme architecte militaire à la fois dans les possessions papales (en tant qu'architecte de toutes les fabriques papales à partir de 1536 ) et dans le grand-duché de Toscane. Il en subsiste trois exemples importants de fortification avec un front de bastion : la citadelle d'Ancône, avec cinq bastions, la Rocca Paolina à Pérouse et la forteresse de Basso à Florence. Ces ouvrages demeurent des points d'appui urbanistiques fondamentaux des villes dans lesquels ils demeurent. Dans les trois forteresses, Antonio élabore une innovation importante sur le front du bastion dans laquelle, contrairement à la conception traditionnelle, les côtés du bastion sont perpendiculaires aux lignes de tir. Il travaille également à Rome où il modernise les fortifications avec la construction des remparts de la Cité léonine et du mur d'Aurélien. Deux exemples de ces travaux sont encore visibles : le Bastione Sangallo», au-dessus de la Porta Cavalleggeri et le Bastione Ardeatino, également connu sous le même nom de Bastione Sangallo, récemment restauré.

### Derniers travaux

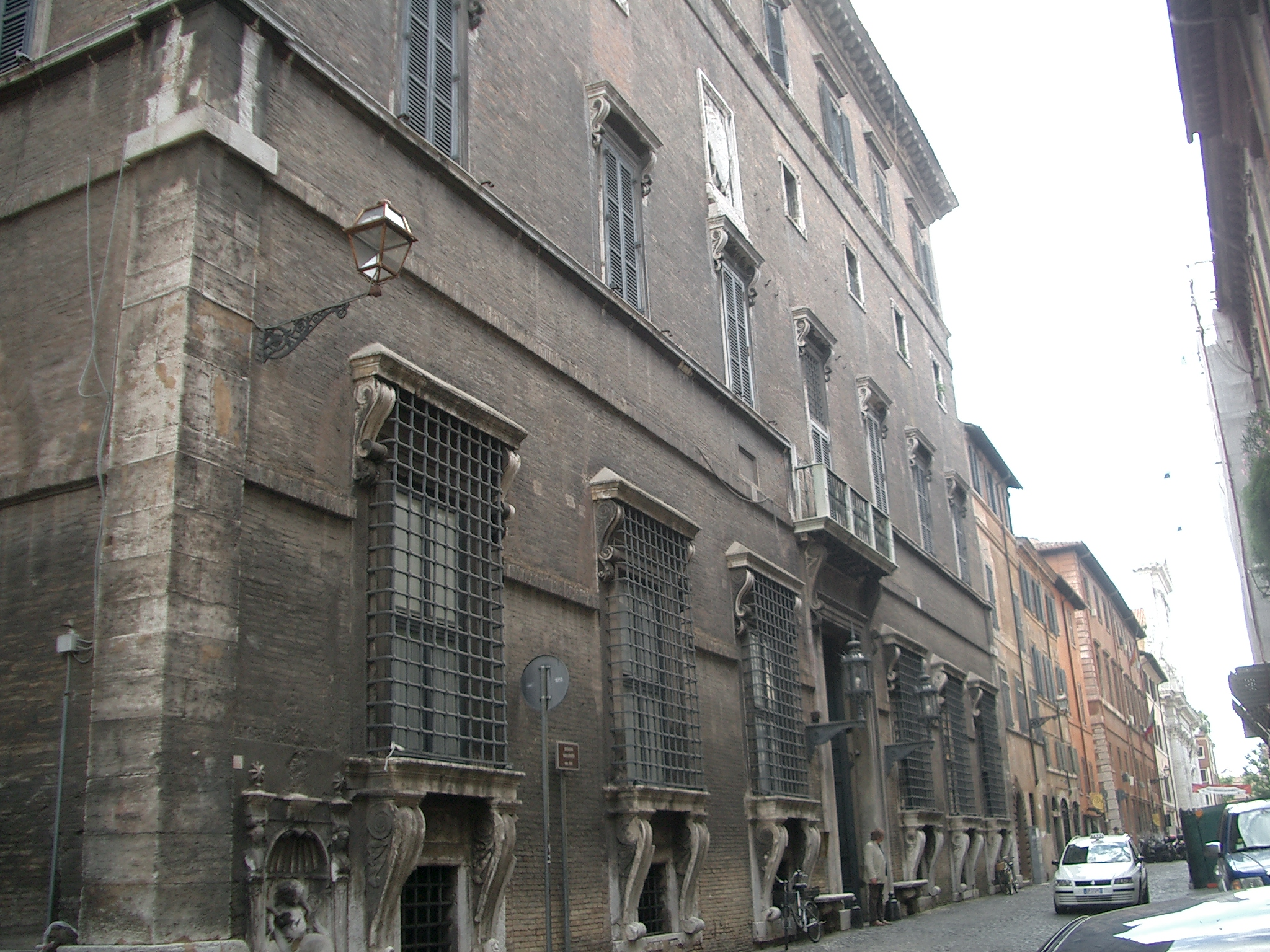
Le palais Sacchetti.

Le palais de la via Giulia que l'architecte a construit pour lui-même, maintenant connu sous le nom de palais Sacchetti, qui a été beaucoup modifié plus tard, est particulièrement sévère de l'extérieur. L'architecte consacre les dernières années de sa vie au bâtiment, une de ses dernières réalisations, voulant en faire le « palais parfait ».
Antonio réalise également la chapelle Paolina et la Sala Regia du palais du Vatican, tout en entreprenant, à partir de 1541, des travaux dans la cour du Belvédère. Il construit le puits de saint Patrice à Orvieto, très profond et ingénieusement creusé dans la roche, avec un double escalier en colimaçon, comme celui du puits du Saladin dans la citadelle du Caire.

## Liste des principaux ouvrages
- Palais Baldassini à Rome.

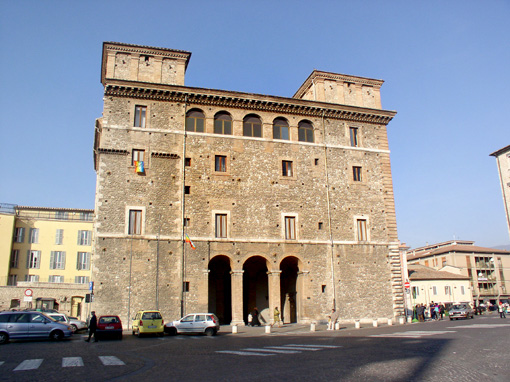
Le palais Spada, Terni.

- Églises Santa Maria di Loreto et San Giovanni dei Fiorentini à Rome.
- Villa Madame à Rome (début en 1518).
- Basilique Saint-Pierre à Rome (architecte en chef à partir de 1520).
- Palais apostolique de Lorette (1526-1534) à la suite du projet de Bramante.
- Palazzo del Governatore di Borgo (1526, détruit en 1936).
- Palais Farnèse à Rome (décidé en 1514 interrompu par le sac de Rome et repris en 1541 jusqu'à1546).
- Diverses pièces du palais du Vatican comme la chapelle Pauline (1534-1547) et la Sala Regia.
- Villa Farnèse, le « palais Farnèse de Caprarola », vers 1559, pour le cardinal Alexandre Farnèse.
- Forteresse de Basso de Florence en 1534.
- Rocca Paolina (1540-1543), Pérouse.
- Citadelle d'Ancône.